# Carla Bodendorf

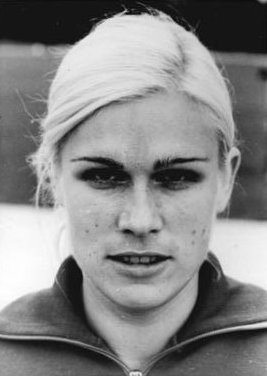
Carla Bodendorf (1978)

Carla Bodendorf (* 13. August 1953 als Carla Rietig in Eilsleben) ist eine ehemalige DDR-Leichtathletin, die bei den Olympischen Spielen 1976 in Montréal die Goldmedaille in der 4-mal-100-Meter-Staffel gewann (42,55 s, zusammen Marlies Oelsner (Göhr), Renate Stecher und Bärbel Wöckel). Bei denselben Olympischen Spielen wurde sie Vierte im 200-Meter-Lauf. Sie war außerdem am Staffelsieg der DDR beim Europacupfinale 1975 beteiligt.
Ihr einziger Einzelerfolg bei einem internationalen Höhepunkt war die Bronzemedaille bei den Europameisterschaften 1978 im 200-Meter-Lauf (22,98 s). Dort gewann sie eine weitere Bronzemedaille mit der 4-mal-100-Meter-Staffel (43,07 s, gemeinsam mit Johanna Klier, Monika Hamann und Marlies Göhr).
Bodendorf studierte Sportwissenschaften und wurde Sportlehrerin an einer Berufsschule in Magdeburg. Nach dem Ende der DDR arbeitete sie im Innenministerium von Sachsen-Anhalt. Bodendorf startete für den SC Magdeburg und trainierte bei Klaus Wübbenhorst. In ihrer aktiven Zeit war sie 1,64 m groß und wog 58 kg.

## Auszeichnungen
- 1976 – Vaterländischer Verdienstorden in Silber[1]